# Vlag van Sint Jacobiparochie

Vlag van Sint Jacobiparochie

De vlag van Sint Jacobiparochie is de dorpsvlag van het Nederlandse dorp Sint Jacobiparochie, in de Friese gemeente Waadhoeke. De vlag werd in 2001 geregistreerd.

## Beschrijving
De beschrijving van de vlag is als volgt:
Vijf lengtebanen rood, geel, rood, geel en rood, in de verhouding 1:1:2:1:1; een blauwe broekingsdriehoek met de punt op het vlagmidden; de broekingsdriehoek belegd met drie witte St. Jacobsschelpen, twee bij de broekzijde langs boven elkaar en een aan de vluchtzijde daarnaast, de eerste schelp met de oren naar beneden, de tweede met de oren naar boven en de schelp aan de vluchtzijde met de oren naar de broekzijde.
De kleuren zijn afkomstig van het dorpswapen.

## Symboliek
- Twee gele banen: symboliseren de heiligen Johannes de Evangelist en Jakobus de Meerdere die in het dorpswapen voorkomen.[2]
- Broekingsdriehoek: ontleend aan de vlag van het Bildt, de gemeente waar het dorp eerder tot behoorde.[2]
- Schelpen: de Sint-Jakobsschelp is een symbool van Jakobus de Meerdere, de naamgever van het dorp.[2]

## Zie ook

Wapen van Sint Jacobiparochie